# قاسم كندي (غرمي)
قاسم كندي (بالإنجليزية: Qasem Kandi, Germi)‏ هي قرية تقع في قسم بائين برزند الريفي في إيران. يقدر عدد سكانها بـ 660 نسمة .